# Ajn Sinja
Ajn Sinija (arab. ‏عين سينيا‎, ‘Ayn Sîniyâ) – wieś w Palestynie, w muhafazie Ramallah i Al-Bira. Według danych szacunkowych Palestyńskiego Centralnego Biura Statystycznego w 2016 roku miejscowość liczyła 910 mieszkańców.